# Haemaphysalis birmaniae
Haemaphysalis birmaniae este o specie de căpușe din genul Haemaphysalis, familia Ixodidae, descrisă de Supino în anul 1897. Conform Catalogue of Life specia Haemaphysalis birmaniae nu are subspecii cunoscute.